# آرویو ۲۳۳۲۵
سیارک ۲۳۳۲۵ (به انگلیسی: 23325 Arroyo، نامگذاری:2001BK30) بیست و سه هزار و سیصد و بیست و پنجمین سیارک کشف شده‌است که در ۲۰ ژانویه ۲۰۰۱ کشف شد.
قدر مطلق سیارک برابر ۸.۵ است.